# Ван Фан
Ван Фан (кит. упр. 王芳, пиньинь Wáng Fāng; 30 сентября 1920, Синьтай, Китайская Республика — 4 ноября 2009) — китайский государственный деятель, министр общественной безопасности КНР (1987—1990).

## Биография
Родился в провинции Шаньдун, в 1938 году вступил в КПК. Участвовал во Второй китайско-японской войне и гражданской войне в Китае. После создания КНР в 1949, Ван Фан занимал ряд высоких официальных постов.
Во время Культурной революции был понижен в должности и обвинён в «капиталистическом уклоне», в 1970-х годах был реабилитирован и выступал обвинителем на процессе «банды четырёх».
В 1983—1987 годах занимал должности секретаря комитета КПК провинции Чжэцзян, в 1987—1990 годах — министра общественной безопасности.
Избирался членом ЦК КПК 12-го созыва и членом Центральной комиссии советников (1987—1992).